# Batalla de Abidos
La batalla de Abidos fue una victoria naval ateniense en la guerra del Peloponeso. En la batalla, la flota espartana comandada por Míndaro intentó rescatar una escuadra naval que había desembarcado en Dárdano, pero fue atacada por la flota ateniense, bajo las órdenes de Trasíbulo. La lucha fue disputada de forma equitativa durante largas horas, pero hacia el anochecer la llegada de Alcibíades con refuerzos atenienses inclinó la balanza en favor de los atenienses, y los peloponesios fueron forzados a abandonar su base en Abidos, sufriendo grandes pérdidas en el camino.

## Preludio
Tras su victoria en Cinosema, la flota ateniense estableció una base en Sestos, desde donde podría responder rápidamente a cualquier movimiento de la flota espartana en Abidos. Míndaro, el navarco espartano, convocó al comandante siracusano Dorieo, con sus 14 barcos, para reunirse con él en Abidos, esperando finalizar la guerra con una victoria decisiva. Dorieo, en consecuencia, navegó desde el norte de Rodas hacia el Helesponto. Antes de alcanzar Abidos, sin embargo, fue descubierto por vigías atenienses y llevado a tierra. Jenofonte informa de que fue atrapado en Rhoeteum, mientras que Diodoro Sículo informa de la localización como Dárdano; Donald Kagan sugiere que Dorieo desembarcó en el cabo Retio, se las arregló para avanzar un poco más lejos hacia Abidos antes de ser atrapado una segunda vez en Dárdano.
Conociendo la difícil situación de Dorieo, Míndaro se apresuró desde Troya, donde había estado haciendo sacrificios a Atenea, a Abidos, mientras que Farnabazo II condujo su ejército para ayudar a Dorieo desde tierra. Míndaro zarpó de Abidos con sus trirremes para ara alcanzar a las de Dorieo; pero los atenienses vinieron a su encuentro y lucharon por mar cerca de Abidos.

## La batalla
Míndaro, tras unir sus fuerzas con Dorieo, tuvo 97 barcos bajo su mando; la flota ateniense contaba con 74 barcos. Los espartanos se alinearon para la batalla con la orilla asiática del Helesponto a sus espaldas, con Míndaro mandando el ala derecha y los siracusanos en la izquierda; los atenienses alineados enfrente de ellos, con Trasíbulo mandando el ala derecha y Trasilo la izquierda. la batalla comenzó a una señal de los comandantes, que fue transmitida a la flota por trompeteros. Siguió un combate, con los pilotos intentando chocar con el espolón e incapacitar a los trirremes enemigos, mientras los infantes de marina se oponían a sus numerosos enemigos cada vez que estaban al alcance de un barco enemigo. Cuando se hizo de día, ningún bando era capaz de ganar una ventaja decisiva hasta que Alcibíades apareció con 18 trirremes de Samos. Inicialmente, ambas flotas pensaron que eran sus refuerzos, pero como Alcibíades izó una bandera roja, señal determinada de antemano que comunicó a los atenienses que los barcos eran de ellos. Dándose cuenta de esto, La flota espartana escapó hacia Abidos, pero sufrió grandes pérdidas a lo largo del camino, cuando los atenienses atacaron los barcos. Todos dijeron, que los atenienses capturaron 30 barcos espartanos y recuperaron 15 de los suyos que los espartanos habían tomado en la batalla de Cinosema.

## Secuelas
Tras esta seria derrota, Míndaro y la flota espartana volvieron a Abidos a reparar y reconstruir las naves; Míndaro fue enviado a Esparta a por refuerzos y, con Farnabazo, planeó futuras campañas. Los atenienses, mientras tanto, fueron incapaces de presionar con la ventaja que habían obtenido. Con el tesoro desplomado y la crisis de una revuelta en curso en Eubea, los atenienses fueron incapaces de permanecer en el Helesponto, y en su lugar enviaron 30 barcos bajo Terámenes para atacar a los rebeldes de Eubea. Aunque incapaz de impedir a los rebeldes construir un paso hacia Beocia, tuvo éxito en aumentar una cantidad substancial de dinero saqueando el territorio hostil de Eubea, Beocia, y el mar Egeo.
Poco después de la batalla, el sátrapa Tisafernes llegó de Jonia. Alcibíades, que había servido como ayudante de Tisafernes durante un tiempo y deseaba demostrar que tenía influencia con el sátrapa, navegó para encontrarse con él, llevándole regalos. Resultó, sin embargo, que Alcibíades había juzgado mal la situación. Los espartanos se habían quejado al rey persa del tibio apoyo que habían recibido de Tisafernes, y el sátrapa, necesitando demostrar su entrega a acciones contrarias, arrestó a Alcibíades y le encarceló en Sardes. Alcibíades escapó al cabo de un mes, pero sus pretensiones de influencia con Tisafernes fueron destruidas.